# Beaulieu (Alta Loira)
Beaulieu è un comune francese di 934 abitanti situato nel dipartimento dell'Alta Loira nella regione dell'Alvernia-Rodano-Alpi.

## Società

### Evoluzione demografica
Abitanti censiti